# Isabelle Yacoubou
Isabelle Yacoubou (sinh ngày 21 tháng 4 năm 1986) là một cầu thủ bóng rổ người Pháp gốc Bénin. Cô chơi cho đội bóng rổ quốc gia Pháp. Cô đã tham dự Thế vận hội Mùa hè 2012 nơi Pháp giành huy chương bạc. Kể từ tháng 5 năm 2004, cô cũng giữ kỷ lục Bénin trong phát bắn ở độ cao 15,15 mét.